# Gurleen Chopra

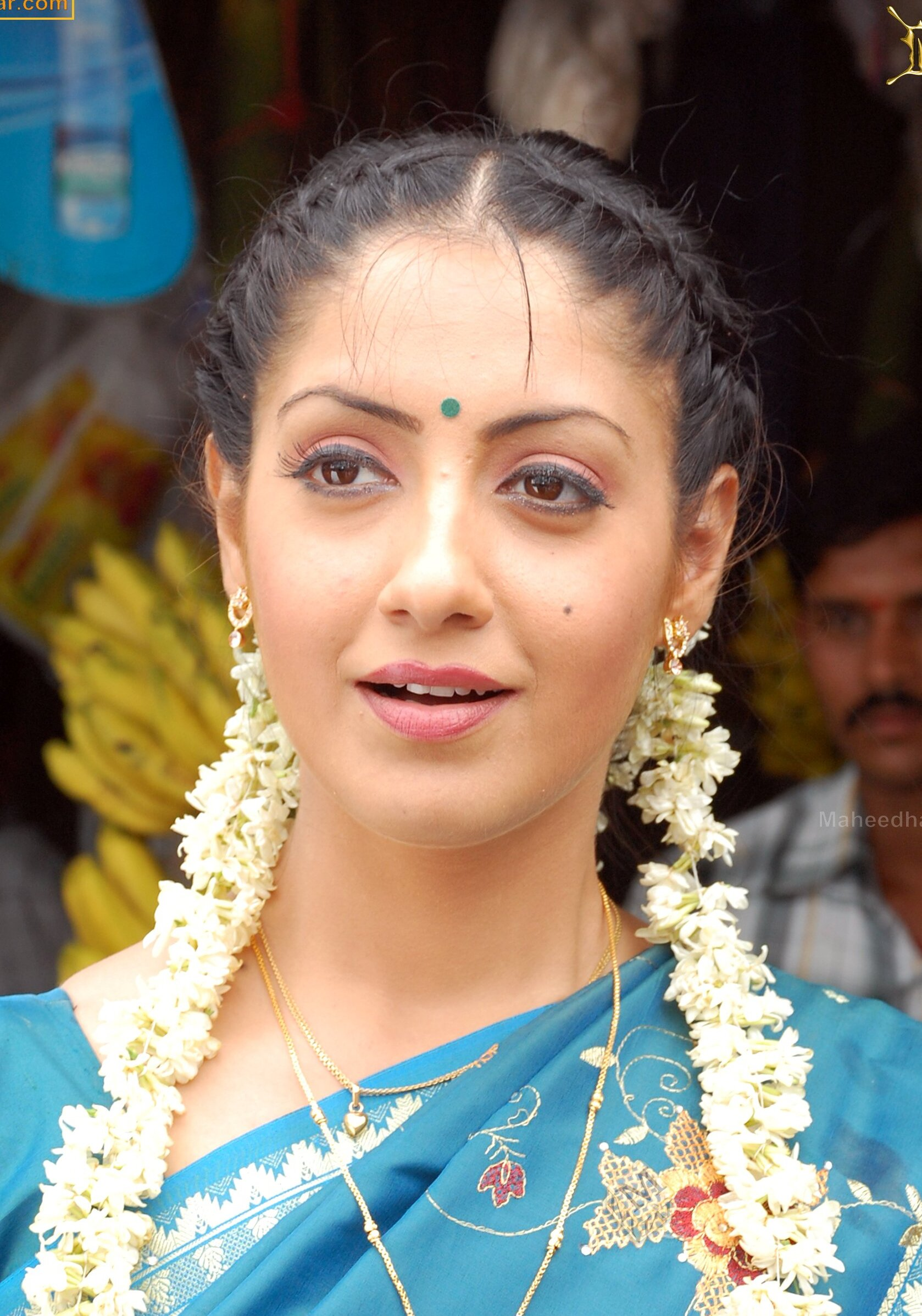
Gurleen Chopra, 2008

Gurleen Chopra (Hindi गुरलीन चोपड़ा) ist eine indische Filmschauspielerin und ein Model.

## Leben
Vor ihrer Schauspielkarriere wurde sie bei einer Miss-Wahl zur Miss Chandigarh gewählt. Ihr Filmdebüt gab sie im Jahr 2003 in dem Liebesfilm Indischer Kavalier (Indian Babu), wo sie die Hauptrolle der Dil spielte.
Schon bald nach ihrem Debüt wurde sie zu einer beliebten Schauspielerin bei Punjabi-Filmregisseuren. Sie spielte in mehreren Filmen in den Sprachen Telugu, Kannada, Hindi und Tamil mit.
Chopra ist in verschiedenen Tanzstilen wie Hip-Hop, Klassik, Salsa usw. ausgebildet.
Chopra beschrieb die indische Schauspielerin Sridevi (gest. 2018) als ihr großes Vorbild.

## Filmografie
- 2003: Indischer Kavalier (Indian Babu)
- 2003: Ayudham
- 2004: Oka Pellam Muddhu Rendo Pellam Vaddhu
- 2024: Return Ticket
- 2004: Nenu Saitham
- 2004: Kuch To Gadbad Hai
- 2005: Kaaki
- 2006: Baghi
- 2006: Pandavaru
- 2007: Manmatha
- 2007: Thullal
- 2008: Shagan
- 2008: Hashar: A Love Story...
- 2010: Kabaddi Ikk Mohabbat
- 2010: Naane Ennul Illai
- 2010: Sindurdan
- 2012: Sirphire
- 2012: Ajj De Ranjhe
- 2013: Siva Kesav
- 2014: Kirpaan: The Sword of Honour
- 2014: Aa Gaye Munde U.K. De
- 2015: Shinma
- 2015: International Hero
- 2016: Rhythm
- 2016: Luccha
- 2017: Ashley
- 2017: Game Over
- 2019: Jai Chhathi Maa
- 2019: Kasam Durga Ki
- 2019: Chanda (Kurzfilm)
- 2024: De Ijaazat Rahun Tujhme